# Toni Moog
Antonio Asencio, más conocido como Toni Moog (Barcelona, 11 de abril de 1971), es un humorista, actor de teatro, colaborador de televisión  y monologuista español. Adquirió su popularidad a partir de su participación en el canal Paramount Comedy.

## Biografía
Nace en 1971 en la calle Luna, en Barcelona, donde vivió hasta los 30 años. Sus estudios en la facultad de Publicidad no dieron los frutos esperados y acabó trabajando como DJ y técnico de sonido en una sala de jazz. En marzo de 2003, una apuesta le llevó a subirse a un escenario y soltar una de sus primeras frases como humorista además de la que luego se convertiría en su emblema: “QUE PUM QUE PAM”.  
A partir de ese momento el artista ha ido creciendo en los campos de la televisión y el teatro, como monologuista de stand up comedy.

## Televisión
Toni Moog se inició en el mundo de la televisión de la mano de Paramount Comedy (actualmente Comedy Central) en el programa Nuevos Cómicos, espacio en el que actualmente sigue apareciendo y para el que grabó un total de 5 monólogos. Posteriormente participó en AMF junto a Manel Fuentes en la cadena TV3, y ya en el programa Homo Zapping de Antena 3, que consistía en parodias de emisiones televisivas populares en la televisión española, se hizo a sí mismo como cómico. 
Más tarde volvió a TV3, donde intervino en Boqueria 357 junto a Santi Millán y posteriormente ejerció de colaborador en Oik mentns? presentado por Júlia Otero, programa que semanalmente recogía diferentes temáticas vistas desde las diferentes perspectivas de los adolescentes catalanes y en La Tribu, espacio televisivo presentado por Javier Sardá y Mercedes Milá en Telecinco. Recientemente trabajó como actor y guionista en el programa UAU!, en el canal Cuatro, de emisión diaria en formato late night presentado por Santi Millán y producido por Zoopa. También grabó un monólogo para El club de la comedia, programa que se emitía en la cadena de televisión La Sexta y ha intervenido en diversas series de televisión como Aída y el programa Pasapalabra.

## Teatro
Destaca su trabajo sobre los escenarios como actor y guionista en la gira española de  Wanted, el show de los cómicos más buscados, junto a Santi Millán, Paco León y Santi Rodríguez.
El 22 de diciembre de 2006 empezó a actuar en el escenario Pepe Rubianes del Club Capitol de Barcelona, con el espectáculo “La Cocina de los Monólogos”, al que siguieron  "Singles”, “Facemoog” , “Lo mejor de Toni Moog” y “Blanca Navidad” - llegando este último a las 9 temporadas consecutivas.[cita requerida]
En 2015 representó en la misma sala Pepe Rubianes el espectáculo "Follamigas", con el que hizo 5 temporadas en Barcelona, 2 en Madrid y sumó una gira por grandes ciudades españolas como Zaragoza, Valencia, Mallorca o Santander entre otras, alcanzando los 50.000 espectadores.[cita requerida]
Desde septiembre de 2017 a mayo de 2018 representó su monólogo "Hollymoog" en el Teatro Club Capitol de manera ininterrumpida, exceptuando el paréntesis navideño en el que representó la novena temporada de "Blanca Navidad".
En septiembre de 2018 estrenó un nuevo espectáculo "100% Toni Moog". Y en diciembre del mismo año representó la décima temporada de "Blanca navidad", también llamada a partir de ese momento "Navidad de Toni Moog".
Ya en 2019 estrenó con un gran éxito en taquilla el espectáculo "Fortnique". Volvió con "Blanca Navidad" temporada 11.